# Об'єднана соціалістична партія Каталонії

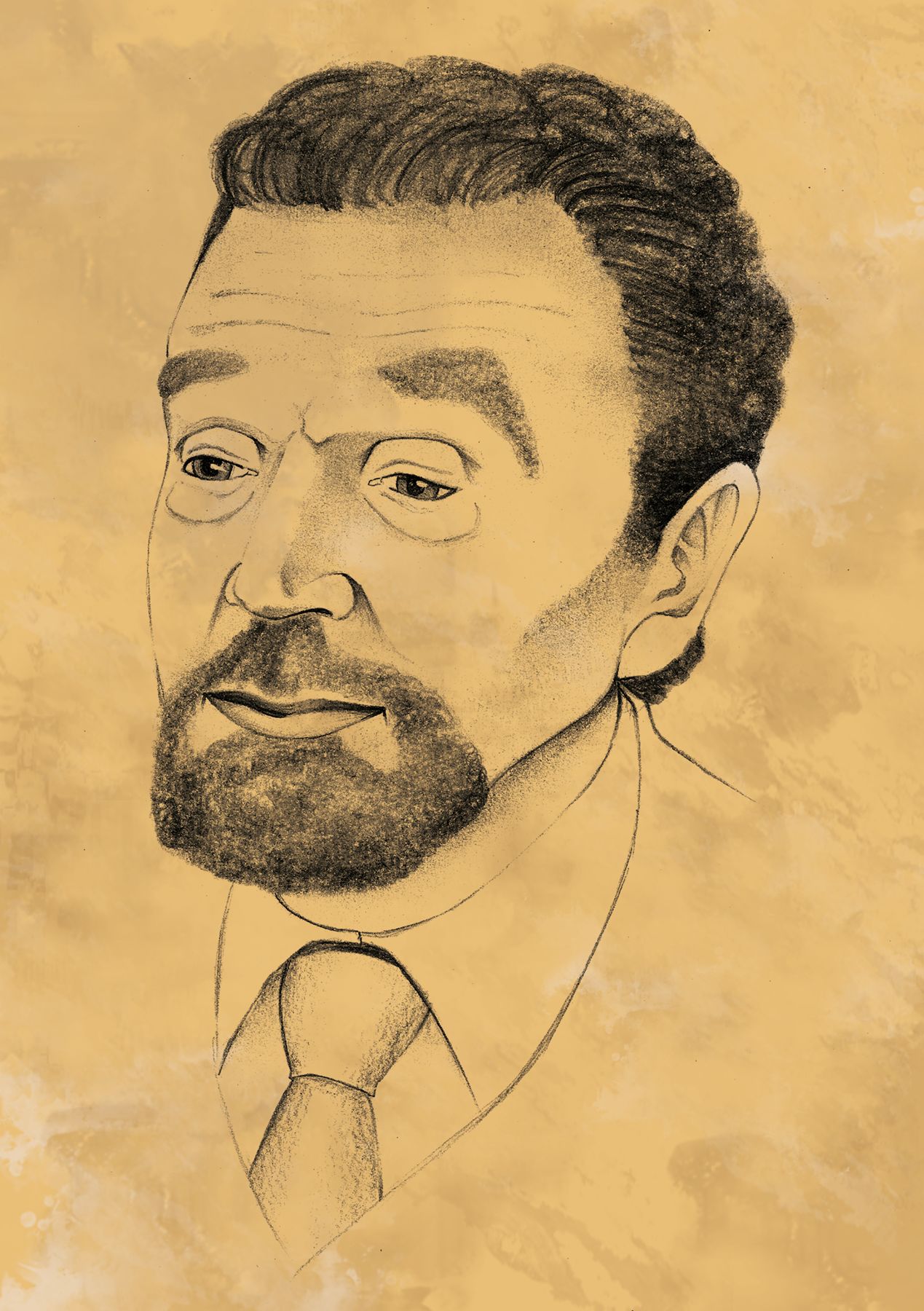
Антон Гет’єрез, іспанський комуністичний діяч. Генеральний секретар ПСУК, та віце-президент Європейського Парламенту

Об'єднана соціалістична партія Каталонії (ОСПК; кат. Partit Socialista Unificat de Catalunya, PSUC) - ультра ліва комуністична і партія, заснована 23 липня 1936 року внаслідок об'єднання чотирьох лівих груп: Каталонській федерації Іспанської соціалістичної робочої партії (ІСРП), Комуністичної партії Каталонії (Каталонська відділення Комуністичної партії Іспанії) (КПІ), Соціалістичного союзу Каталонії і Каталонській пролетарської партії. У неї також увійшла частина неортодоксально-марксистського Робітничо-селянського блоку, яка не увійшла до ПОУМ. Перша конференція ОСПК відбулася в Барселоні в липні 1937 року.
За оцінками «Burnett Bolloten», в момент створення партія налічувала близько 2500 членів. Партійні ряди збільшилися до 50 000 членів дев'ять місяців по тому і 60 000 членів через рік після заснування ОСПК. Партія контролювала керівництво Загального союзу трудящих Каталонії (ЗСТК), що поєднував в листопаді 1937 року близько 2000 профспілок, в яких перебувало 594 000 осіб.

## Історія
Об'єднана соціалістична партія Каталонії відігравала важливу роль в останній період існування Другий Іспанської республіки і під час громадянської війни в Іспанії, крім того була єдиною регіональною партією, яка входила до Комінтерну. ОСПК не входила в Комуністичну партію Іспанії, але в той же час тісно з нею співпрацювала, маючи з КПІ відносини, близькі до відносин між  ХДС Німеччини і ХСС Баварії .
Під час громадянської війни 1936-1939 років ОСПК відігравала важливу роль в сформованому з партій  Народного фронту Женералітата - каталонською автономному уряді. Близько 15 000 її членів билися на фронтах (на Арагонському фронті її бійці сформували дивізію імені Карла Маркса).
Одночасно ОСПК використовувала свій вплив для сталінізації органів влади та переслідування своїх політичних конкурентів на лівому фланзі. Вона стала основним захисником каталонського середнього класу, виступаючи разом з Каталонській федерацією дрібних підприємців і виробників, що об'єднувала близько 18 000 торговців і ремісників, проти захоплення земель, що заохочувався анархістами з Національної конфедерації праці (CNT), Федерації анархістів Іберії (FAI) і антісталіністскімі комуністами (часто визначаються як троцькісти ) з  Робочої партії марксистського об’єднання (POUM).
Під час режиму Франсіско Франко Об'єднана соціалістична партія Каталонії, як і інші ліві сили, була оголошена поза законом. Однак вона продовжувала активно діяти як всередині Іспанії (підпільно), так і за її межами. ОСПК була найбільшою опозиційною партією в Каталонії і після падіння режиму стала масовою партією. ОСПК вела активну антіфранкістскую діяльність. Так, в березні 1951 року брала участь в проведенні в Барселоні загального страйку протесту проти зростання цін, а на своєму першому з'їзді в жовтні 1956 року закликала до широкого фронту антифашистських і демократичних сил «Каталонська солідарність». У підпіллі видавала газету «Требай» ( «Trebal») і журнал «Орісонс» ( «Horitzons»).
У квітні 1977 року під час переходу Іспанії до демократії Об'єднана соціалістична партія Каталонії була легалізована. На виборах 1977 і 1979 років отримувала по 8 місць в Конгресі депутатів, після чого починається спад. На виборах 1982 року завоювала всього одне місце, після цього брала участь у виборах у складі широких лівих коаліцій.
Поступово ОСПК і КПІ стали розходитися ідеологічно, і з часом каталонська партія стала брати участь в діяльності коаліції Ініціатива для Каталонії, а пізніше перестала функціонувати в якості окремої партії, увійшовши до складу екосоціалістіческой партії «Ініціатива для Каталонії – Зелені». Останнє викликало розкол в ОСПК, і в 1997 році була створена «Жива ОСПК» (кат. PSUC viu), що стала новим партнером КПІ в Каталонії. У листопаді 2014 року «Жива ОСПК» і Партія комуністів Каталонії об'єдналися в партію «Комуністи Каталонії».

## Керівники ПСУК

### Генеральні секретарі партії
- Хуан Коморера і Солер
- Антон Гет’єрез

## ПСУК в мистецтві
Під час громадянської війни в лавах частин ПОУМ воював відомий згодом англійський письменник Джордж Орвелл. Про ці події він написав документальну повість «Данина Каталонії» (англ. Homage to Catalonia). В повісті він приділяє особливу увагу протистоянню ПОУМ та ПСУК, а також ролі ПСУК у знищенні діячів іспанської революції.
У 1995 році виходить художня стрічка Кена Лоуча «Земля і свобода». У стрічці описуються події Іспанської громадянської війни 1936–1939 років. Головний герой, англійський комуніст Дейв Карр їде до Іспанії боротися з франкістами. Його приймають в інтернаціональний підрозділ POUM. У стрічці зокрема показується як у травні 1937 року іспанські сталіністи (PSUC) за підтримки співробітників НКВС СРСР спровокували барикадні бої в місті. Починаються репресії проти анархістів FAI і незалежних марксистів POUM.